# Colubraria myuna
Colubraria myuna is een slakkensoort uit de familie van de Colubrariidae. De wetenschappelijke naam van de soort is voor het eerst geldig gepubliceerd in 1961 door Garrard.